# Dominika Jamnicky
Dominika Jamnicky (Bedford Park, Australia, 15 de noviembre de 1992) es una deportista canadiense que compite en triatlón.
Ganó una medalla de bronce en los Juegos Panamericanos de 2023 y cuatro medallas en el Campeonato Panamericano de Triatlón entre los años 2015 y 2023.

## Palmarés internacional
| Juegos Panamericanos    | Juegos Panamericanos        | Juegos Panamericanos | Juegos Panamericanos |
| Año                     | Lugar                       | Medalla              | Prueba               |
| ----------------------- | --------------------------- | -------------------- | -------------------- |
| 2023                    | Santiago (Chile)            | Medalla de bronce    | Relevo mixto         |
| Campeonato Panamericano |                             |                      |                      |
| Año                     | Lugar                       | Medalla              | Prueba               |
| 2015                    | Sarasota (Estados Unidos)   | Medalla de oro       | Relevo mixto         |
| 2016                    | Sarasota (Estados Unidos)   | Medalla de plata     | Relevo mixto         |
| 2021                    | St. George (Estados Unidos) | Medalla de plata     | Individual           |
| 2023                    | Huatulco (México)           | Medalla de bronce    | Relevo mixto         |